# Unité imaginaire
En mathématiques, l’unité imaginaire est un nombre complexe, noté {\displaystyle \mathrm {i} } (parfois {\displaystyle \mathrm {j} } en physique afin de ne pas le confondre avec la notation de l'intensité électrique), dont le carré vaut –1. Ses multiples par des nombres réels constituent les nombres imaginaires purs.
L'appellation d'« imaginaire » est due à René Descartes et celle d'« unité imaginaire » à Carl Friedrich Gauss. Sans avoir disparu, cette appellation n'est pas d'un usage très généralisé chez les mathématiciens, qui se contentent souvent de parler du nombre i.

## Constructions
Puisque tous les nombres réels ont un carré positif, l'unité imaginaire ne peut être considérée comme un point de la droite réelle. Il existe plusieurs façons de la définir.
Sa première apparition était sous la forme de {\displaystyle {\sqrt {-1}}}, écriture qui n'a pas de sens dans les nombres réels et qui signifie seulement que l'on « imagine » un nombre dont le carré vaudrait –1. 
Plusieurs approches sont possibles pour proposer une construction formelle de i. 
On peut considérer les complexes comme la structure quotient de l'anneau commutatif ℝ[X] des polynômes réels par l'idéal engendré par le polynôme X2 + 1 : 
- il s'agit en fait de ne conserver dans un polynôme que son reste dans la division euclidienne par X2 + 1. Ainsi, par exemple, X3 + 3X2 + 2X + 1 sera identique à X – 2 car X3 + 3X2 + 2X + 1 = (X + 3)(X2 + 1) + X – 2 ;
- on remarque alors que dans cet ensemble, X2 = –1 car X2 = (X2 + 1) – 1. On pose alors i = X ;
- tous les autres restes qui s'écrivent a + bX s'écrivent alors a + bi.

Représentation de i dans le plan complexe.

On peut également considérer l'ensemble des complexes comme l'ensemble des couples de réels, muni de l'addition terme à terme et d'une multiplication plus sophistiquée : (a, b)  × (c, d) = (ac – bd, ad + bc). Avec cette multiplication, le couple (0, 1) vérifie (0, 1)2 = (–1, 0). On assimile tous les couples (x, 0) aux réels x ; on a alors (0, 1)2 = –1 et le couple (0, 1) est choisi comme représentation de l'unité imaginaire.
Enfin, dans un plan muni d'un repère orthonormé (O, U, V), on peut associer l'ensemble des complexes à l'ensemble des vecteurs du plan muni de l'addition usuelle et d'une multiplication plus sophistiquée :
où C est le point tel que les triangles OUA et OBC soient directement semblables.
- À tout vecteur de l'axe (OU) , on associe son abscisse x. L'axe (OU) est alors appelé l'axe des réels.
- On remarque alors que  {\displaystyle {\overrightarrow {OV}}\times {\overrightarrow {OV}}=-1}.
- On note alors i ce vecteur. À tout vecteur de l'axe (OV) d'abscisse y, on associe l'imaginaire pur iy.
- Ainsi, à chaque vecteur d'origine O et d'extrémité A, puis à chaque point A de coordonnées (x, y) on associe le complexe x + iy. On parle alors du plan complexe ℂ.

Le nombre imaginaire i est un outil mathématique utile pour apporter des « solutions supplémentaires » à certaines équations, en ajoutant une dimension aux nombres réels (remplacement d'une droite par un plan) ; les nombres comportant un multiple de cette unité imaginaire sont appelés « nombres complexes ».

## Propriétés
Son opposé est à la fois son inverse et son conjugué : {\displaystyle {\frac {1}{\mathrm {i} }}=-\mathrm {i} ={\overline {\mathrm {i} }}}. Son module est égal à 1. Il vérifie aussi l'égalité (–i)2 = –1. Il n'y a aucune manière de distinguer i de –i dans la définition, mais cette indétermination ne pose aucun problème.
Ses images par les fonctions trigonométriques s'écrivent :
- {\displaystyle \cos(\mathrm {i} )=\cosh 1={\frac {\mathrm {e} ^{-1}+\mathrm {e} }{2}}\simeq 1{,}54308063481524} ;
- {\displaystyle \sin(\mathrm {i} )=\mathrm {i} \,\sinh 1={\frac {\mathrm {e} ^{-1}-\mathrm {e} }{2\mathrm {i} }}\simeq 1{,}17520119364379\,\mathrm {i} } ;
- {\displaystyle \tan(\mathrm {i} )=-\mathrm {i} \,{\frac {\mathrm {e} ^{-1}-\mathrm {e} }{\mathrm {e} ^{-1}+\mathrm {e} }}\simeq 0{,}761594155955762\,\mathrm {i} }.

i est une racine de l'unité d'ordre 4, donc ses puissances sont :
Le complexe i a pour module 1 et pour arguments {\displaystyle {\frac {\pi }{2}}+2k\pi }.
Les images de i par la fonction multivaluée logarithme complexe sont donc {\displaystyle \ln(\mathrm {i} )=\mathrm {i} \left({\frac {\pi }{2}}+2k\pi \right)}. Sa détermination principale est {\displaystyle L(\mathrm {i} )=\mathrm {i} {\frac {\pi }{2}}}.
On peut aussi définir une détermination principale pour l'expression {\displaystyle \mathrm {i} ^{\mathrm {i} }}, puissance complexe de i : {\displaystyle \mathrm {i} ^{\mathrm {i} }=\mathrm {e} ^{\mathrm {i} L(\mathrm {i} )}=\mathrm {e} ^{-{\frac {\pi }{2}}}\approx 0{,}2078795763}.

## Notations
Lorsque Girolamo Cardano présente en 1545 le premier nombre utilisant la racine carrée d'un nombre négatif, il s'agit de 5 + √–15, qui ne privilégie pas l'unité imaginaire. Un quart de siècle plus tard, Rafaele Bombelli met en place les règles de calcul sur les « quantités sophistiquées ». Il isole alors le caractère imaginaire de l'expression √–15 à l'aide de deux « signes » : più di meno si la quantité est ajoutée et meno di meno si celle-ci est retranchée. Ainsi, l'expression 5 + √–15 sera notée « 5 più di meno R.q. 15 ». Nicolas Bourbaki y voit la première apparition des nombres complexes sous forme d'une combinaison linéaire à coefficients positifs des quatre éléments de base : +1, –1, +i (più di meno) et –i (meno di meno) mais Dominique Flament pense qu'il s'agit là d'une interprétation qui ne serait pas dans l'esprit de Bombelli : pour lui, più di meno ne correspondrait pas au nombre +i mais davantage à un signe opératoire.
Jusqu'à Leonhard Euler, les quantités « imaginaires » s'écrivent indifféremment sous forme 2 + √–25 ou 2 + 5√–1. Mais, petit à petit, la seconde expression est privilégiée, donnant ainsi une importance particulière à √–1.
Cependant, cette présentation sous forme de racine carrée laisse la porte ouverte à la tentation d'appliquer à celle-ci les règles connues sur les nombres positifs en particulier celle sur le produit : √a×√b = √ab, ce qui donnerait, appliqué sans discernement à √–1, l'égalité paradoxale √–1×√–1 = √1 = 1.
Plusieurs tentatives sont faites pour remplacer cette quantité par une lettre. Euler, en 1777, l'appelle i ; Caspar Wessel, en 1797, la note ε ; Jean-Robert Argand choisit de lui associer le signe opératoire ~ pour +i ; Jacques Frédéric Français choisit la notation 1π/2, indiquant par là qu'il s'agit de l'unité réelle ayant tourné d'un angle droit. Mais petit à petit, la notation d'Euler s'impose ; elle est utilisée par Carl Friedrich Gauss en 1801 ; elle est reprise en 1847 par Augustin Louis Cauchy, qui associe i à la variable X des polynômes. Chez les physiciens cependant, l'existence de la notation i pour l'intensité du courant oriente les choix vers la notation j pour √–1.
Quant à son nom, on la voit qualifiée d'« unité imaginaire » puis d'« unité latérale » par Gauss, d'« unité secondaire » par William Rowan Hamilton qui l'associe au couple (0, 1), de « symbole inexpliqué » par de Morgan. Le terme d'« unité imaginaire », entre guillemets, est repris par Bourbaki.
En 1833, Hamilton cherche à donner une légitimité à l'écriture √–1 en définissant ce que serait la mesure principale du logarithme d'un complexe, puis de sa racine n-ième et démontre que (0, 1) correspond alors bien à la mesure principale de √–1.
On peut aussi représenter {\displaystyle a+\mathrm {i} \,b} par la matrice {\displaystyle {\begin{pmatrix}a&-b\\b&a\end{pmatrix}}}, égale à {\displaystyle =a\,I+b\,J} avec {\displaystyle I={\begin{pmatrix}1&0\\0&1\end{pmatrix}}} et {\displaystyle J={\begin{pmatrix}0&-1\\1&0\end{pmatrix}}}, avec conservation des propriétés de multiplication, addition, etc. ({\displaystyle I^{2}=I} et {\displaystyle J^{2}=-I}). Voir « Histoire des nombres complexes comme matrice de similitude ».

## Formule d'Euler
La formule d'Euler donne :
{\displaystyle \mathrm {e} ^{\mathrm {i} x}=\cos x+\mathrm {i} \sin x}
où x est un nombre réel.
Remplaçons x par π
{\displaystyle \mathrm {e} ^{\mathrm {i} \pi }=\cos \pi +\mathrm {i} \sin \pi =-1+0\times \mathrm {i} }
et on obtient donc l'identité d'Euler :
{\displaystyle \mathrm {e} ^{\mathrm {i} \pi }+1=0}.
C'est une égalité remarquablement simple mettant en scène cinq nombres mathématiques très importants (0, 1, π, e et i) reliés uniquement par des additions, multiplications et exponentiations.